# ÚDA Praha (basketbal)
ÚDA Praha, dříve též ATK Praha, byl český vojenský basketbalový klub, který sídlil v pražských Dejvicích. V letech 1950–1953 startoval v československé basketbalové lize ve 4. ročnících (1950/51, 1951, 1952, 1953) pod názvem ATK Praha a skončil postupně na 6., 4., 5. a 2. místě. Poté klub již pod názvem ÚDA Praha vyhrál nejvyšší ligu celkem třikrát (v letech 1954, 1955, 1956) a patří mu v historických tabulkách československé ligy celkové 5. místo. Oporami mistrovského týmu byli zejména reprezentanti Miroslav Škeřík, Jaroslav Tetiva a Jaroslav Šíp.
Při reorganizaci sportovních klubů státních ozbrojených složek byl v roce 1956 zrušen oddíl basketbalu. Plno hráčů přešlo do konkurenčního klubu Slovanu Orbis Praha, kde hned v následující sezóně vybojovali mistrovský titul.
Dukla v Praze na Julisce obnovila činnost a do československé ligy se vrátila v sezóně 1959/60 a pod názvem Dukla Dejvice (trenér Dmitrrij Ozarčuk) skončila na 9. místě, když jejím nejlepším hráčem a střelcem byl reprezentant Boris Lukášik. V sezónách 1960/61 a 1963/64 (v té za ní hrál Václav Klaus) skončila na 12. místě ze 14 účastníků. V ostatních letech Dukla Dejvice startovala v československé 2. lize.
V klubu hrála řada hráčů, kteří reprezentovali Československo.

## Získané trofeje
- Československá basketbalová liga ( 3× )
  - 1953/54, 1954/55, 1955/56

## Umístění v jednotlivých sezonách
Stručný přehled
Zdroj: 
- 1950–1951: Státní liga (1. ligová úroveň v Československu)
- 1951–1953: Mistrovství Československa (1. ligová úroveň v Československu)
- 1953–1955: Přebor republiky (1. ligová úroveň v Československu)
- 1955–1996: 1. liga (1. ligová úroveň v Československu)

Jednotlivé ročníky
Zdroj: 
Legenda: ZČ - základní část, červené podbarvení - sestup, zelené podbarvení - postup, fialové podbarvení - reorganizace, změna skupiny či soutěže
| Československo (1950 – 1956) |                            |           |          |                                       |              |
| Sezóny                       | Soutěž                     | Úroveň    | ZČ       | Play-off, nadstavba, sk. o udržení... | Poznámky     |
| 1950/51                      | Státní liga                | 1. úroveň | 6. místo |                                       | Reorganizace |
| 1951                         | Mistrovství Československa | 1. úroveň | 4. místo |                                       |              |
| 1952                         | Mistrovství Československa | 1. úroveň | 5. místo |                                       |              |
| 1953                         | Mistrovství Československa | 1. úroveň | 2. místo |                                       | Reorganizace |
| 1953/54                      | Přebor republiky           | 1. úroveň | 1. místo |                                       |              |
| 1954/55                      | Přebor republiky           | 1. úroveň | 1. místo |                                       | Reorganizace |
| 1955/56                      | 1. liga                    | 1. úroveň | 1. místo |                                       |              |

## Reprezentanti basketbalu Československa v dresu klubu
| Hráč ATK/ÚDA      | sezón | kdy             | zápasy za repre | účast OH  | Mistrovství Evropy, počet, umístění                                                                                    |
| ----------------- | ----- | --------------- | --------------- | --------- | --- |
| Josef Ezr         | 1     | 1950/51         | 40              | 1948,1952 | 2x ME, mistr Evropy 1946, vicemistr Evropy 1947                                                                        |
| Ján Hluchý        | 1     | 1950/51         | 28              |           | 1x ME, mistr Evropy 1946                                                                                               |
| Josef Křepela     | 2     | 1950-1951       |                 | 1948      | 1x ME, mistr Evropy 1946 a MVP ME 1946                                                                                 |
| Karel Bělohradský | 2     | 1950-1951       |                 | 1948      | 1x ME, vicemistr Evropy 1947                                                                                           |
| Zoltán Krenický   | 2     | 1952-1953       | 28              | 1948      | 1x ME, vicemistr Evropy 1951                                                                                           |
| Jindřich Kinský   | 2     | 1952-1953       | 23              |           | 2x ME, vicemistr Evropy 1951, 1x 4.: 1953                                                                              |
| Miroslav Škeřík   | 4     | 1950/51,1953-56 | 135             | 1952      | 5x ME, 3x vicemistr: 1951,1955,1959, 1x 3.: 1957 a 1x 4.: 1953, nejlepší střelec ME 1955 s průměrem 19,1 bodu na zápas |
| Jaroslav Šíp      | 3     | 1953-56         | 111             | 1952      | 5x ME, 3x vicemistr: 1951,1955,1959, 1x 3.: 1957 a 1x 4.: 1953                                                         |
| Jaroslav Tetiva   | 3     | 1953-56         | 176             | 1952,1960 | 6x ME, 2x vicemistr: 1955,1959, 1x 3.: 1957, 1x 4.: 1953, 1x 5.: 1961, 1x 10.: 1963                                    |
| Jiří Matoušek     | 5     | 1952-56         | 61              | 1952      | 3x ME, 2x vicemistr: 1951, 1955, 1x 3.: 1957                                                                           |
| Rudolf Stanček    | 2     | 1950-51         | 30              |           | 1x ME, 4. místo: 1953                                                                                                  |
| Jiří Tetiva       | 1     | 1952-56         | 17              |           | 1x ME, 1x 3.: 1957 |
| Miloslav Kodl     | 3     | 1952-54         |                 | 1948      | |
| Radoslav Sís      | 3     | 1953-56         | 56              | 1948      | 2x ME, vicemistr: 1955, 1x 4.: 1953                                                                                    |
| Milan Merkl       | 1     | 1955/56         | 58              |           | 1x ME, vicemistr: 1955                                                                                                 |
| Boris Lukášik     | 1     | 1959/60         | 98              | 1960      | 4x ME, 2x vicemistr: 1955,1959, 1x 3.: 1957, 1x 10.: 1963                                                              |